# Горенє Радулє
Горенє Радулє (словен. Gorenje Radulje) — поселення в общині Шкоцян, регіон Південно-Східна Словенія, Словенія.